# Újfalusy Tóth Endre
Újfalusy Tóth Endre (Csonkapapi, 1936. július 17. - 2012 november 01. ) autodidakta magyar író, költő.

### Életútja
1936. július 17-én született Csonkapapiban (a mai Ukrajna területén). Eredetileg Tóth Endrének anyakönyvezték, az Újfalusy előnevet íróként vette fel, mert a Kisvárdához közeli Pusztaújfaluban töltötte gyermekkorának meghatározó éveit.
Kilencedik gyermekként látta meg a napvilágot. Szülei dohánytermesztéssel foglalkoztak egy nagybirtokosnál. Költői-írói ihlete a pusztaújfalusi iskolás évek alatt mutatkozott meg először. Első versét „Éljen Május elseje” címmel írta tizennégy éves korában. Mivel szegény családból származott, gyermekként nem volt túl sok lehetősége tanulni, főként autodidakta módon képezte magát. Felnőttként a dolgozók gimnáziumában érettségizett, majd beiratkozott a marxista egyetemre. Gimnáziumi évei alatt irodalomtanára, Kiss Gyula biztatására kezdte komolyan venni a versírást.
1975-ben Szolnokra került, ahol a Mezőgép Vállalatnál kapott munkát. Nyugdíjas koráig e cég alkalmazásában dolgozott, mint tűzrendészeti és üzembiztonsági előadó. Mivel nem fizikai állományban volt, így sokáig nem kapott támogatást versei kiadásához, alkalmanként a vállalat lapjában jelentek meg versei, novellái.
Tagja volt a szolnoki Aranysor Íróklubnak, a Magyar Képzőművészek és Iparművészek Szövetségének és a Magyar Írószövetségnek. Élete utolsó éveiben sokat betegeskedett.

## Munkássága

### Irodalmi műveiről
Első kötete 1995-ben jelent meg Tűzrózsák címmel. E könyvbemutató után alakult meg a HATOK (Hegyaljai Alkotók Társulása) irodalmi köre, melynek alapító tagja volt. 
2000-ben jelent meg az Ég és Föld között című vers- és novella válogatása, majd 2003-ban az Erdőháti feneketlen tó című kisregénye.
Utolsó kötete 2009-ben jelent meg Hetven év után címmel.
Kötetei szerkesztésében nagy segítséget kapott Balázs Ildikótól.
Versei a lélek tisztaságáról, szerelemről, az emberi, kapcsolatokról szólnak. A kisemberek, a lét alá szorultak érdekelték, műveiben őket jeleníti meg.

### Kötetei
- Újfalusy Tóth Endre: Tűzrózsák; magánkiadás, Grafitéria Kft., Szolnok, 1995.
- Újfalusy Tóth Endre: Ég és Föld között. Hegyaljai Alkotók Társulása, Szerencs, 2000. ISBN 963-039690-4
- Újfalusy Tóth Endre: Az erdőháti Feneketlen-tó. Hegyaljai Alkotók Társulása, Szerencs, 2003. ISBN 963 206 990-0
- Újfalusy Tóth Endre: Hetvenkét év után. AKIOSZ, Budapest, 2009. ISBN 978-963-06-8130-8
- Az erdőháti Feneketlen-tó; Hegyaljai Alkotók Társulása, Szerencs, 2003
- Hetvenkét év után. Válogatás régi és új verseimből; Újfalusy Tóth Endre, Szolnok, 2009

### Közreműködése más művekben
A Szolnokon élő és alkotó Illyés János: Háború után című könyvének, és
Körmendi Judit: A csodák napja c. művének előszavát is ő írta.
Halála előtt gyermekkoráról, ricsikai emlékeiről írt - de ezt már kiadatni nem tudta (várhatóan családi magánkiadásban jelenik majd meg).

### Publikációi
Folyamatosan publikált a Szerencsi Hírek elnevezésű helyi újságban, a nyíregyházi Kelet Felől Irodalmi-Művészeti Lapban, az Alkotó Művészek és Írók Országos Magazinjában, valamint a Szárnyaló Képzelet és a Kristály című irodalmi folyóiratokban.